# Medicago radiata
Medicago radiata är en ärtväxtart som beskrevs av Carl von Linné. Medicago radiata ingår i släktet luserner, och familjen ärtväxter. Inga underarter finns listade i Catalogue of Life.

## Bildgalleri

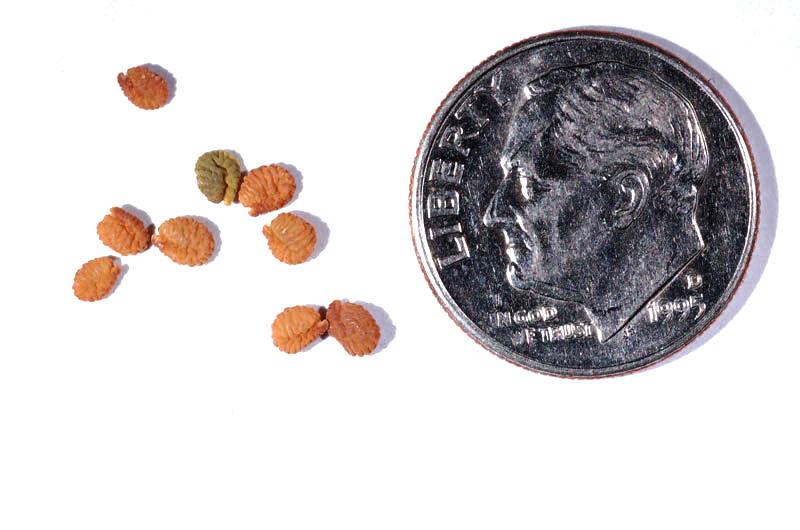